# Acquisizione parallela
L'acquisizione parallela è una tecnica di ricostruzione delle immagini di risonanza magnetica che permette di ottenere un'immagine ad alta risoluzione tramite un'acquisizione che con le metodologie tradizionali produrrebbe immagini a risoluzione più bassa o con artefatti. Tale tecnica permette di ottenere immagini ad alta risoluzione sia spaziale che temporale, a discapito del rapporto segnale/rumore.

## Principio fisico
Nell'imaging a risonanza magnetica, gli spin degli atomi di idrogeno presenti nel corpo umano vengono fatti allineare lungo un intenso campo magnetico statico. Dopodiché vengono eccitati tramite un impulso a radiofrequenza, ed al momento in cui l'impulso cessa, viene misurato il segnale emesso dai protoni stessi mentre tornano allo stato di equilibrio.
Tale segnale viene rilevato per mezzo di bobine riceventi, che si comportano come antenne.
Nell'acquisizione tradizionale, idealmente si può utilizzare un'unica bobina ricevente, e l'informazione spaziale viene codificata nella frequenza e nella fase del segnale ricevuto, e, rifacendosi al formalismo matematico del k-spazio, la risoluzione finale corrisponderà al numero di passi della codifica di fase.
Nell'acquisizione parallela, invece di una singola bobina ricevente, vengono usate più bobine, disposte in luoghi diversi dello spazio intorno al paziente, in modo che la loro area di sensibilità sia disomogenea. Nella pratica comune vengono usati array di 4, 32 o 128 bobine.
Al momento della ricezione del segnale, queste bobine, prese separatamente, ricostruirebbero ciascuna un'immagine leggermente diversa perché il segnale generato più vicino al centro dell'area di sensibilità della bobina avrà un peso maggiore rispetto ai segnali generati dalla periferia.

## Acquisizione del segnale

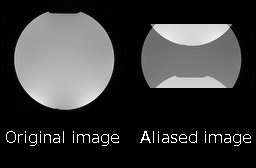
Esempio di aliasing: a sinistra una sezione di un fantoccio sferico acquisita con un field of view di dimensioni adeguate, a destra lo stesso oggetto acquisito con un field of view ridotto.

Le immagini acquisite con tecniche di acquisizione parallela hanno il k-spazio sottocampionato, cioè vengono acquisiti meno passi di codifica di fase di quanti sarebbero necessari per ottenere il field of view desiderato. Il risultato è un'immagine che presenta risoluzione adeguata, ma aliasing ai bordi.
In realtà, grazie all'utilizzo di bobine riceventi multiple, saranno disponibili più immagini, aventi intensità diverse dell'artefatto. Viene quindi acquisita, oltre alle immagini sottocampionate, anche una mappa a bassa risoluzione ma con field of view completo (in pratica campionando il centro del k-spazio), da utilizzare come riferimento per estrarre le mappe di sensibilità delle varie bobine.

## Ricostruzione
Le immagini ottenute dalle varie bobine vengono passate poi ad un algoritmo in grado di ricostruire l'immagine completa basandosi sull'immagine di riferimento e sulle immagini parziali. Esistono algoritmi che lavorano direttamente nel k-spazio (una cui implementazione commerciale è l'algoritmo GRAPPA GeneRalized Autocalibrating Partially Parallel Acquisition, acquisizione parallela parziale generalizzata autocalibrante), ed algoritmi che lavorano nello spazio trasformato, cioè lo spazio delle immagini (ad esempio SENSE, SENSitivity Encoding, codifica di sensibilità).

## Vantaggi e svantaggi
L'acquisizione parallela permette di ottenere immagini ad alta risoluzione in tempi di acquisizione molto brevi, permettendo quindi l'acquisizione in tempo reale di molti processi altrimenti troppo rapidi per la risonanza magnetica. Ovviamente il compromesso è con il rapporto segnale/rumore, in quanto nell'acquisizione tradizionale i segnali ricevuti dalle varie bobine vengono sommati tra loro, aumentandone quindi l'intensità finale. Nel caso dell'acquisizione parallela invece l'immagine non gode di questo beneficio. Inoltre, l'acquisizione parallela funziona bene quando le bobine riceventi hanno delle aree di sensibilità molto diverse tra loro: nelle aree in cui la sensibilità è molto simile per tutte le bobine (normalmente al centro del corpo, che normalmente è grossomodo equidistante da tutte le bobine), gli algoritmi possono non riuscire a separare gli artefatti di aliasing dalle immagini e quindi possono sussistere alcuni disturbi residui.